# Zoramia gilberti
Zoramia gilberti és una espècie de peix pertanyent a la família dels apogònids.

## Descripció
- Pot arribar a fer 5 cm de llargària màxima.
- 7 espines i 9 radis tous a l'aleta dorsal i 2 espines i 9 radis tous a l'anal.[2][3]

## Hàbitat
És un peix marí, associat als esculls i de clima tropical (19°N-9°S) que viu entre 2 i 4 m de fondària a les llacunes i badies protegides.

## Distribució geogràfica
Es troba al Pacífic occidental: les illes Filipines, les Moluques, Palau, Yap, les illes Ryukyu i Nova Caledònia.

## Observacions
És inofensiu per als humans.